# Gásadalur
Gásadalur – wieś na wyspie Vágar, na Wyspach Owczych. Obecnie (I 2015 r.) posiada tylko 17 stałych mieszkańców.

## Nazwa

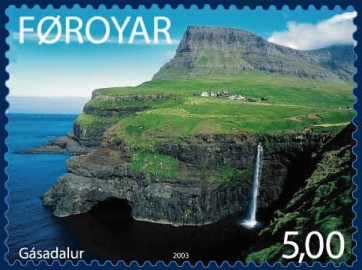
Znaczek pocztowy z Gásadalur

Nazwa wioski naprawdopodobniej wzięła się od dzikich gęsi (far. gæs - gęś), aczkolwiek wśród mieszkańców popularniejsza jest wersja legendarna, mówiąca o kobiecie imieniem Gæsa, pochodzącej z Kirkjubøur. Miała ona zjeść mięso w trakcie wielkiego postu, za co ukarano ją konfiskatą wszystkiego co posiadała. Uciekła, więc na wyspę Vágar, do wioski, która została później nazwana od jej imienia. Inne opowieści ludowe mówią o elfach i duchach.

## Położenie
Wioska znajduje się na brzegu Mykinesfjørðuru, otoczona jednymi z największych gór wyspy (Árnafjall, Eysturtindur, Tjørnudalur). Większość mieszkańców wioski to rybacy, do 1940 roku zmuszeni, przez wyjątkowo niedostępny brzeg, cumować swe łodzie w okolicy Bøuru. Kiedy cały archipelag okupowali Brytyjczycy zbudowano schody na plażę.

## Demografia
Populacja wioski stale spada. W 2002 roku liczyła ona tylko 16 mieszkańców, podczas gdy trzy lata później (2005) już o 2 mniej. W związku z tym w 2004 roku zbudowano tunel pod górami, z nadzieją, iż ułatwiony dojazd zachęci ludzi do ponownego zaludnienia osady. Zainteresowani osiedleniem się tam powinni być szczególnie rolnicy, bowiem jest tam wiele niewykorzystanych gruntów rolnych. Według danych Urzędu Statystycznego (I 2015 r.) jest 96. co do wielkości miejscowością Wysp Owczych.